# جيف داميكو
جيف داميكو (بالإنجليزية: Jeff D'Amico)‏ هو لاعب كرة قاعدة أمريكي، ولد في 27 ديسمبر 1975 في سانت بيترسبرغ في الولايات المتحدة.